# C-класс

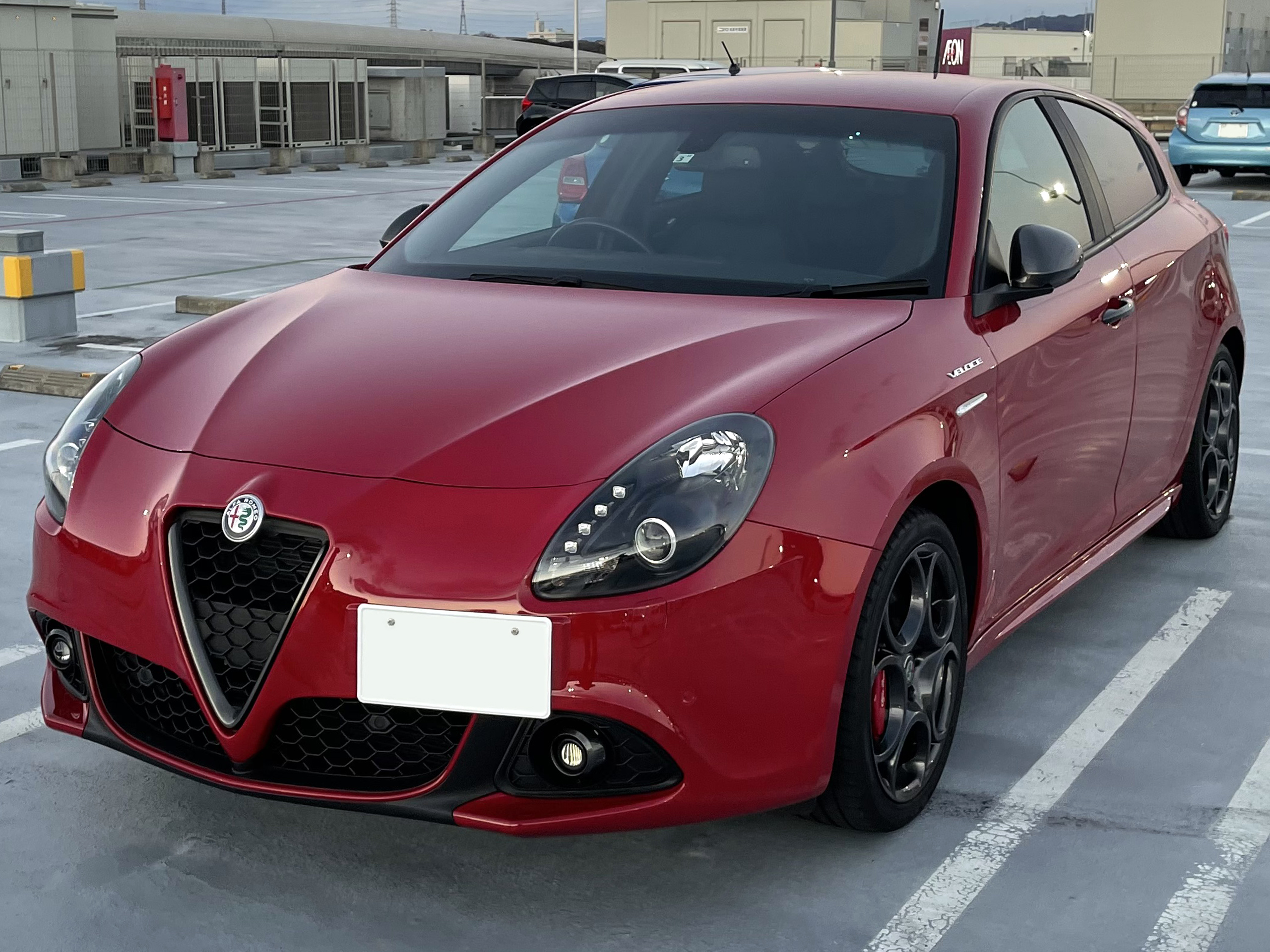
Alfa Romeo Giulietta

C-класс или Сегмент C (англ. C-segment) — класс легковых автомобилей, согласно классификации Европейской комиссии, который также известен как «гольф-класс» или «низший средний класс», соответствует классу «небольших семейных автомобилей» Euro NCAP (англ. small family car) и классу «компакт-кар» в Великобритании и США. В 2011 году продажи машин C-класса на европейском рынке составляли 23 %.

## Определение
Европейские классы основываются не на размере машины или её весе. На практике автомобили C-класса имеют длину около 4,5 м. Наиболее распространённые типы кузовов — хетчбэк, седан и универсал.

## Текущие модели
Шесть наиболее продаваемых машин C-класса в Европе — Toyota Corolla, Volkswagen Golf, Škoda Octavia, Opel Astra, Ford Focus и Renault Mégane.

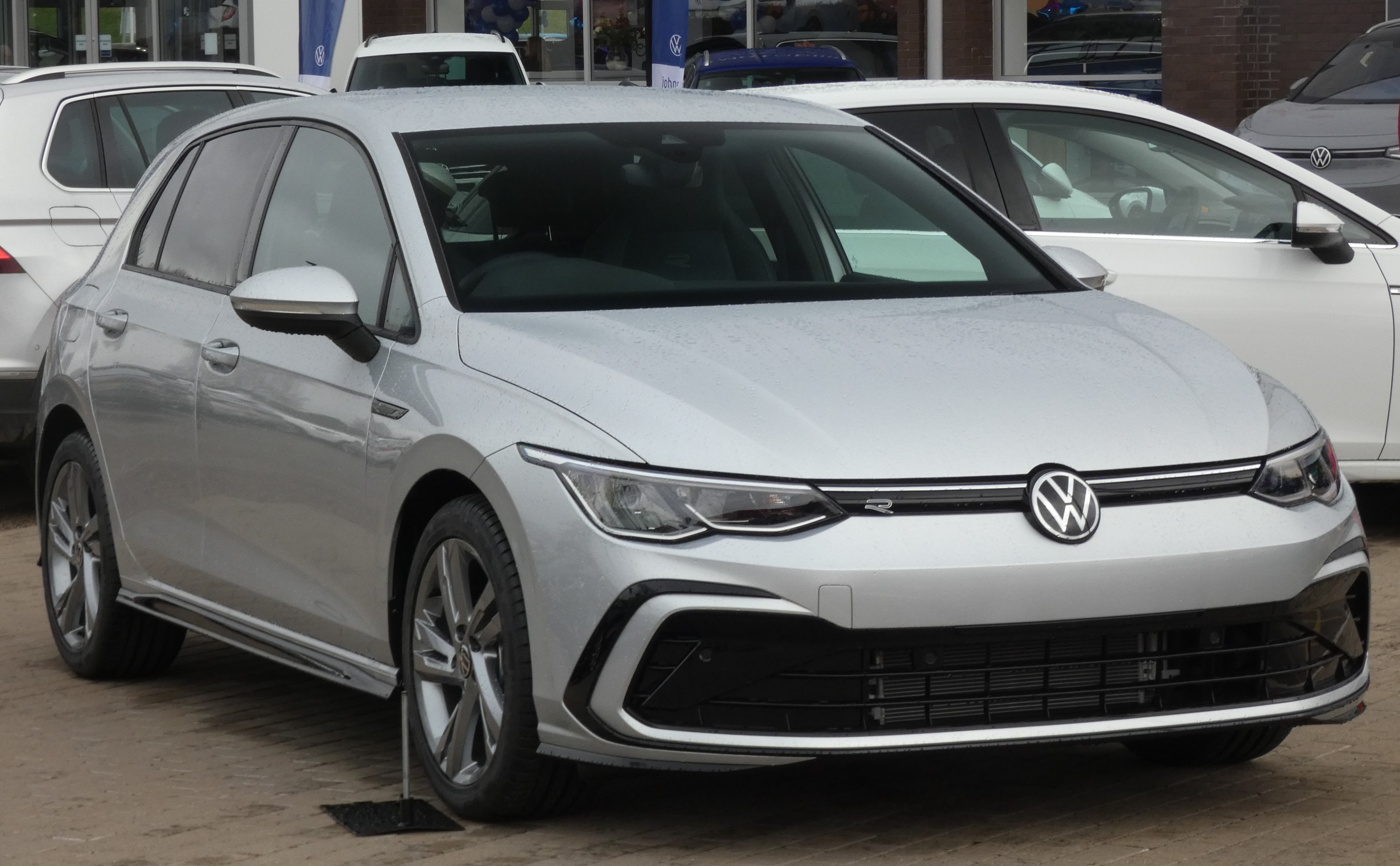
Volkswagen Golf (с 1974)
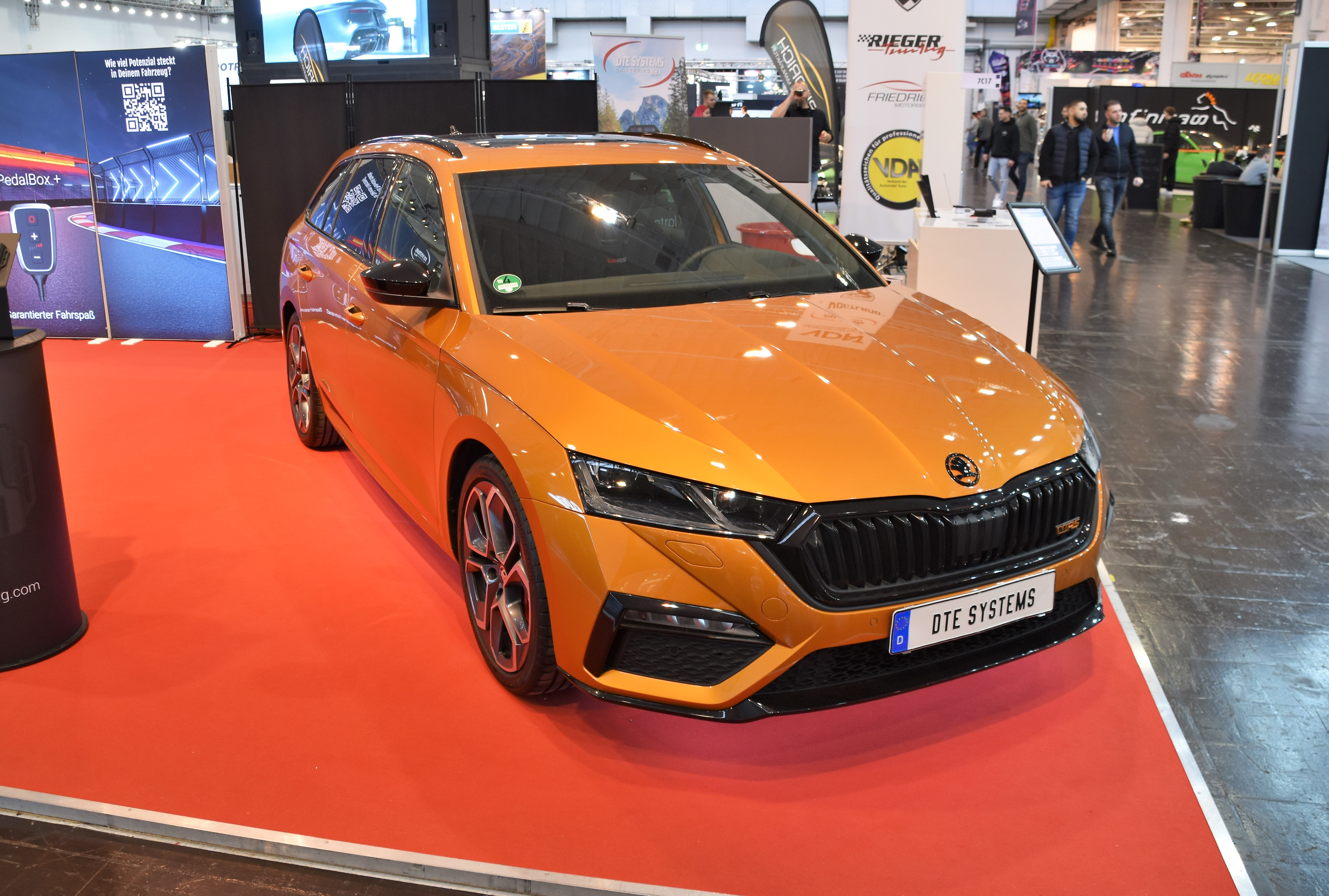
Škoda Octavia (с 1996)
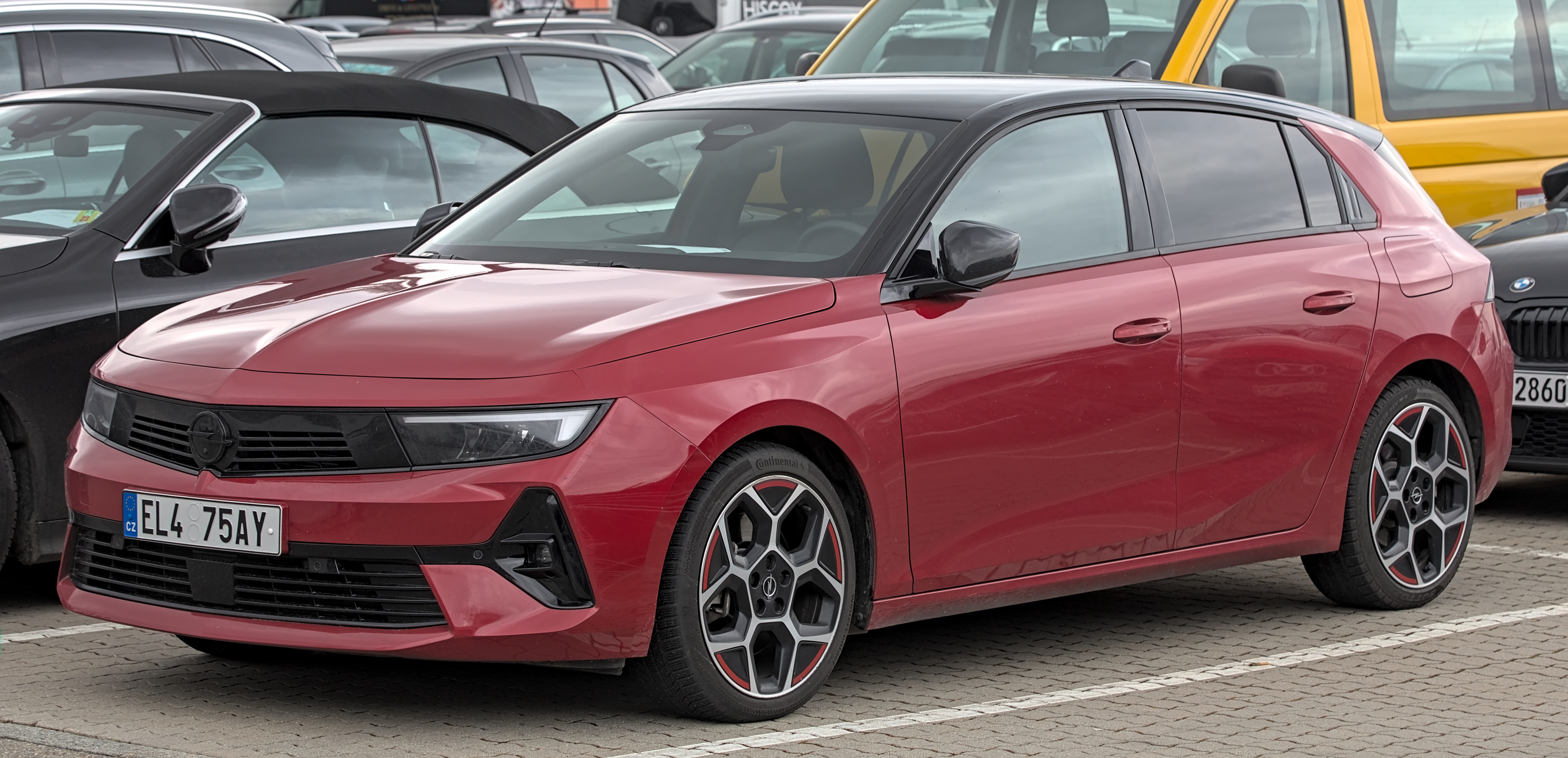
Opel Astra (с 1991)
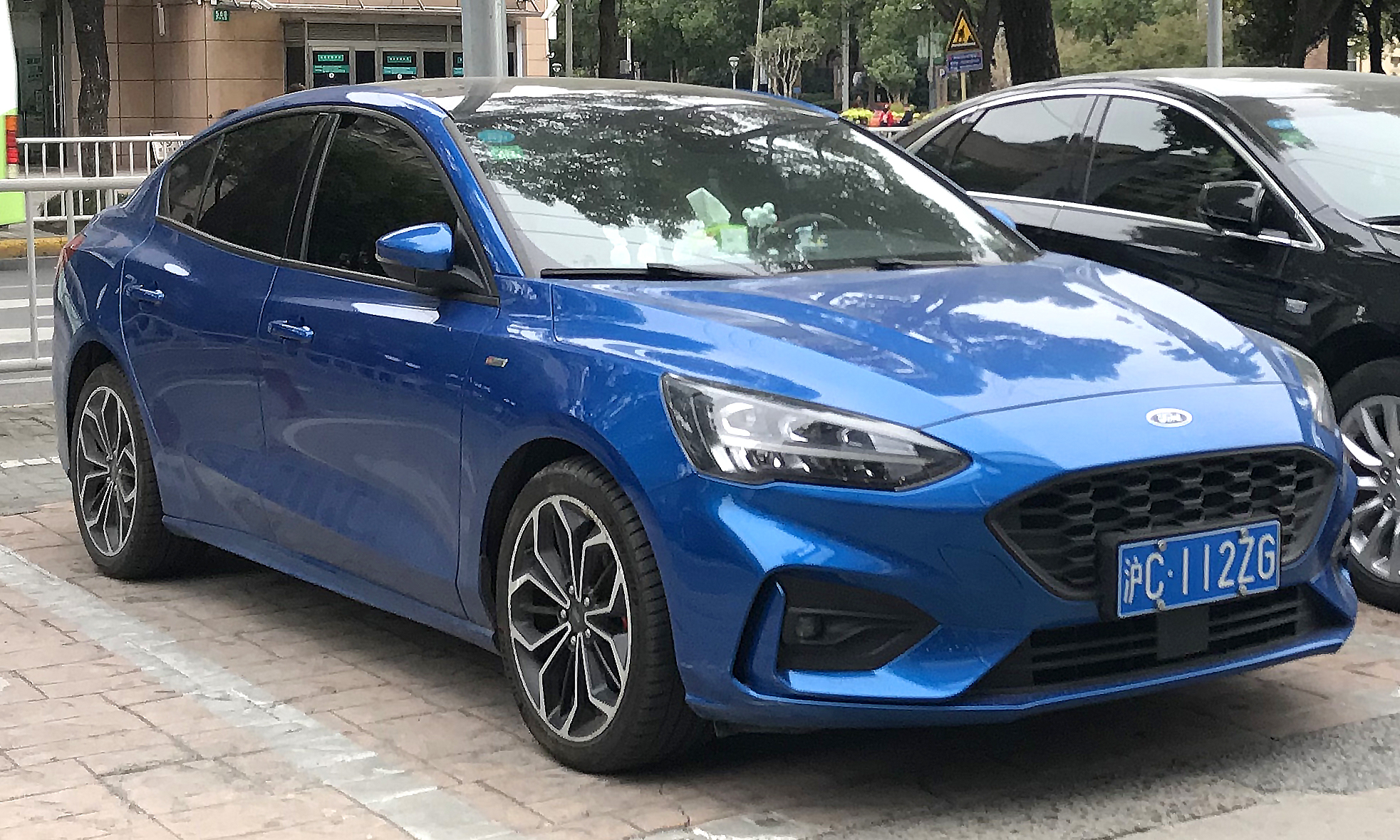
Ford Focus (с 1998)
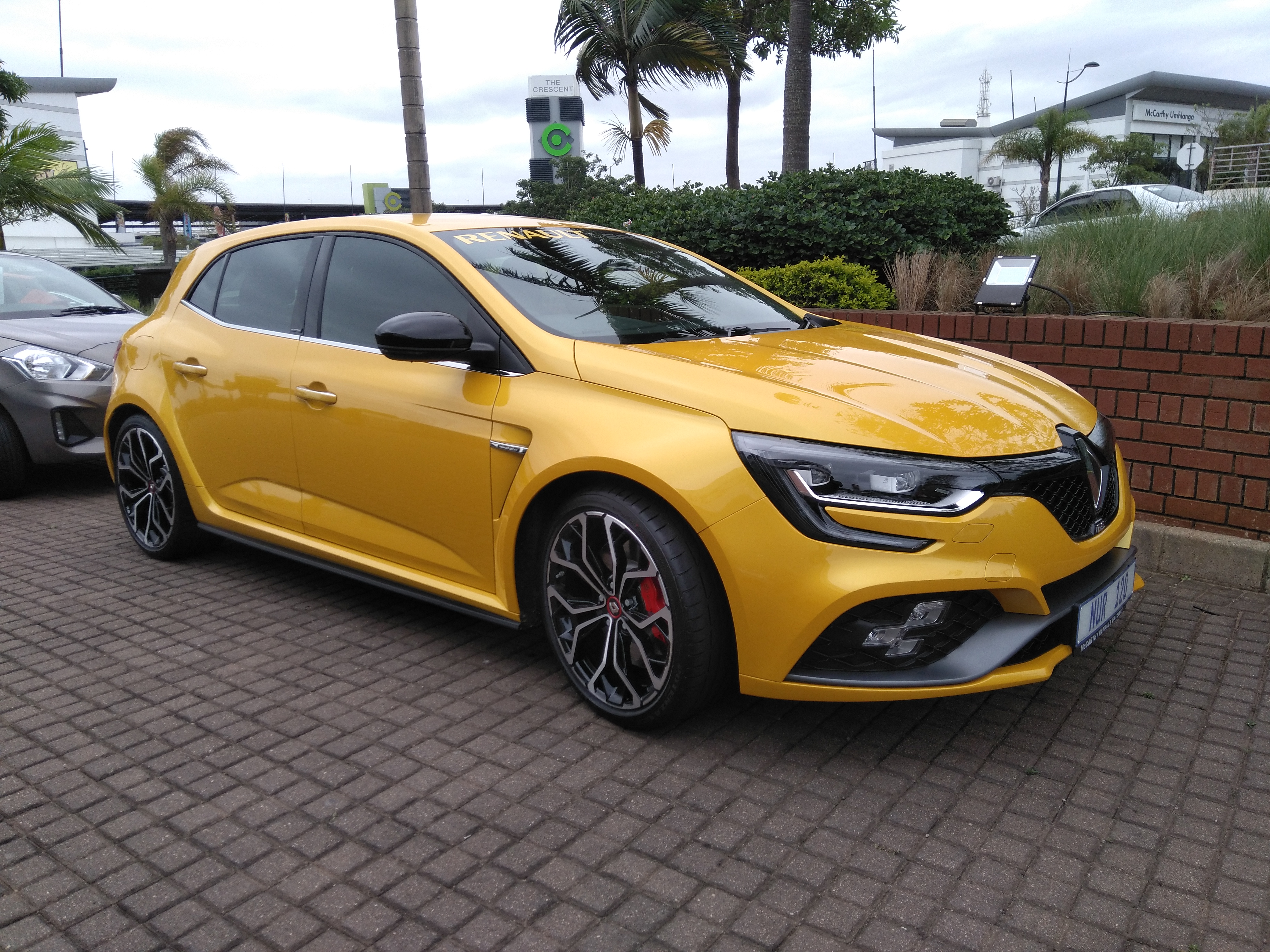
Renault Mégane (с 1995)

## Показатели продаж
| Место (2017) | Производитель | Модель  | 2013    | 2014    | 2015    | 2016    | 2017    | Изменения, % (2016—2017) |
| ------------ | ------------- | ------- | ------- | ------- | ------- | ------- | ------- | ------------------------ |
| 1            | Volkswagen    | Golf    | 462 527 | 523 729 | 534 535 | 491 681 | 482 177 | ▼ −1,9 %                 |
| 2            | Škoda         | Octavia | 165 027 | 205 071 | 215 797 | 226 737 | 227 313 | ▲ +0,3 %                 |
| 3            | Opel/Vauxhall | Astra   | 198 449 | 179 547 | 192 973 | 250 410 | 216 515 | ▼ −13,5 %                |
| 4            | Ford          | Focus   | 225 102 | 222 297 | 232 160 | 212 083 | 212 353 | ▲ +0,1 %                 |
| 5            | Renault       | Mégane  | 149 435 | 135 206 | 123 114 | 148 213 | 167 836 | ▲ +13,2 %                |
| 6            | Peugeot       | 308     | 99 697  | 161 515 | 213 764 | 194 650 | 157 422 | ▼ −19,1 %                |
| 7            | SEAT          | Leon    | 85 954  | 136 896 | 141 777 | 143 938 | 144 951 | ▲ +0,7 %                 |
| 8            | Fiat          | Tipo    | —       | —       | —       | 60 286  | 123 762 | ▲ +105,3 %               |
| 9            | Toyota        | Auris   | 114 328 | 128 905 | 129 648 | 128 906 | 114 105 | ▼ −11,5 %                |
| 10           | Hyundai       | i30     | 97 865  | 81 686  | 89 957  | 77 011  | 75 802  | ▼ −1,6 %                 |

## Европа в целом

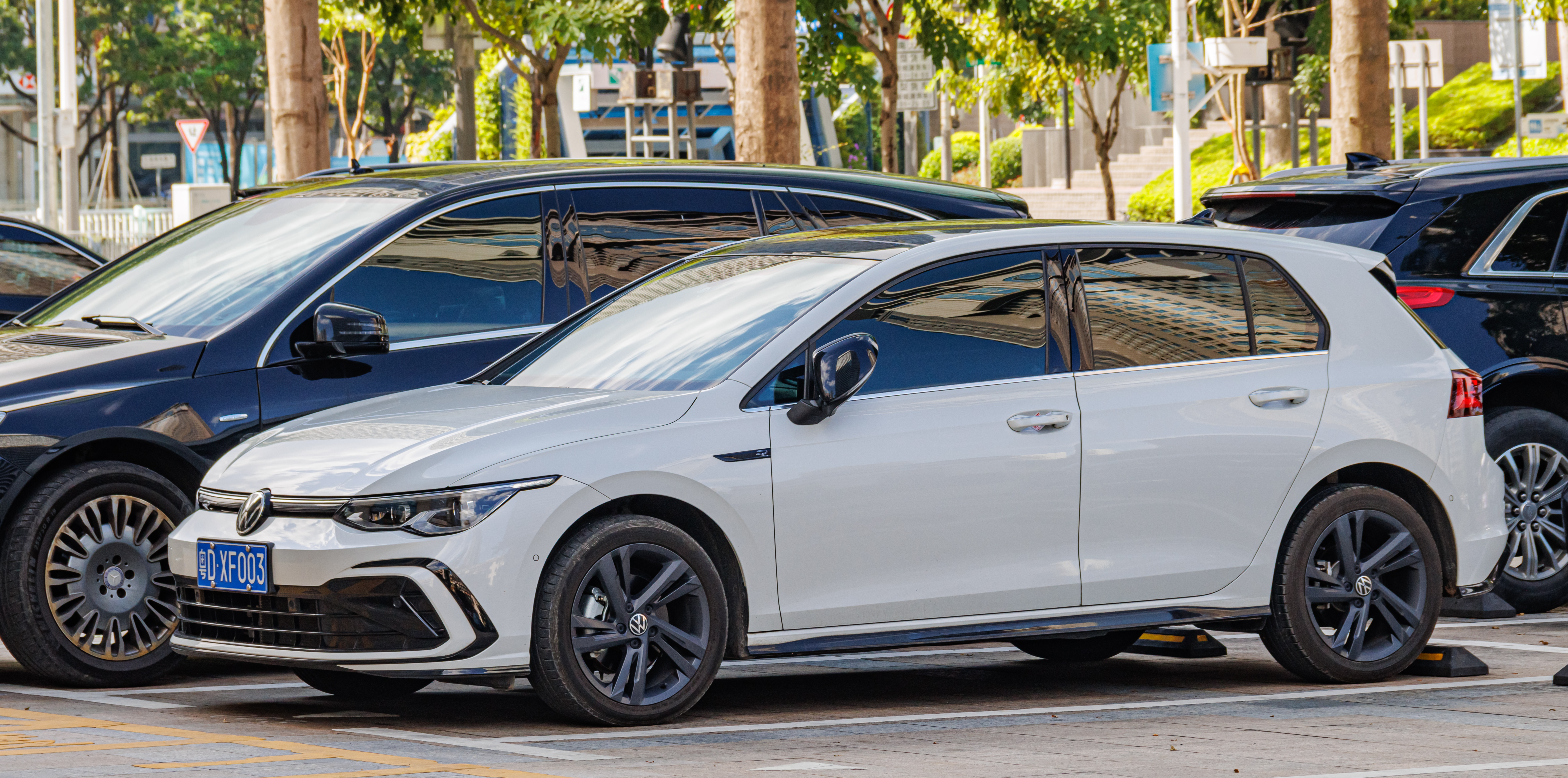
Volkswagen Golf

По данным за 2011 год, в Европе было продано 3 миллиона машин компактного класса (сегмент C), что занимает второе место среди наиболее продаваемых классов — уступают они только субкомпактным (сегменты A и B). В частности, к «гольф-классу» в Европе из продаваемых относится Volkswagen Golf, что связано не только с его наименованием, но и предназначением и распространённостью. Седан обрёл популярность в Европе в 1990-е годы с началом производства 4-дверного Peugeot 306 и стал сдавать позиции после сокращения продаж 4-дверного Ford Focus.

### Компактвэны
В конце 1990-х годов компактвэны снискали популярность как альтернатива компакт-карам, особенно Renault Scénic и Citroën C4 Picasso. К началу 2010-х, однако, спрос на них упал в связи с ростом спроса на компакт-SUV.

## Великобритания

### 1970-е

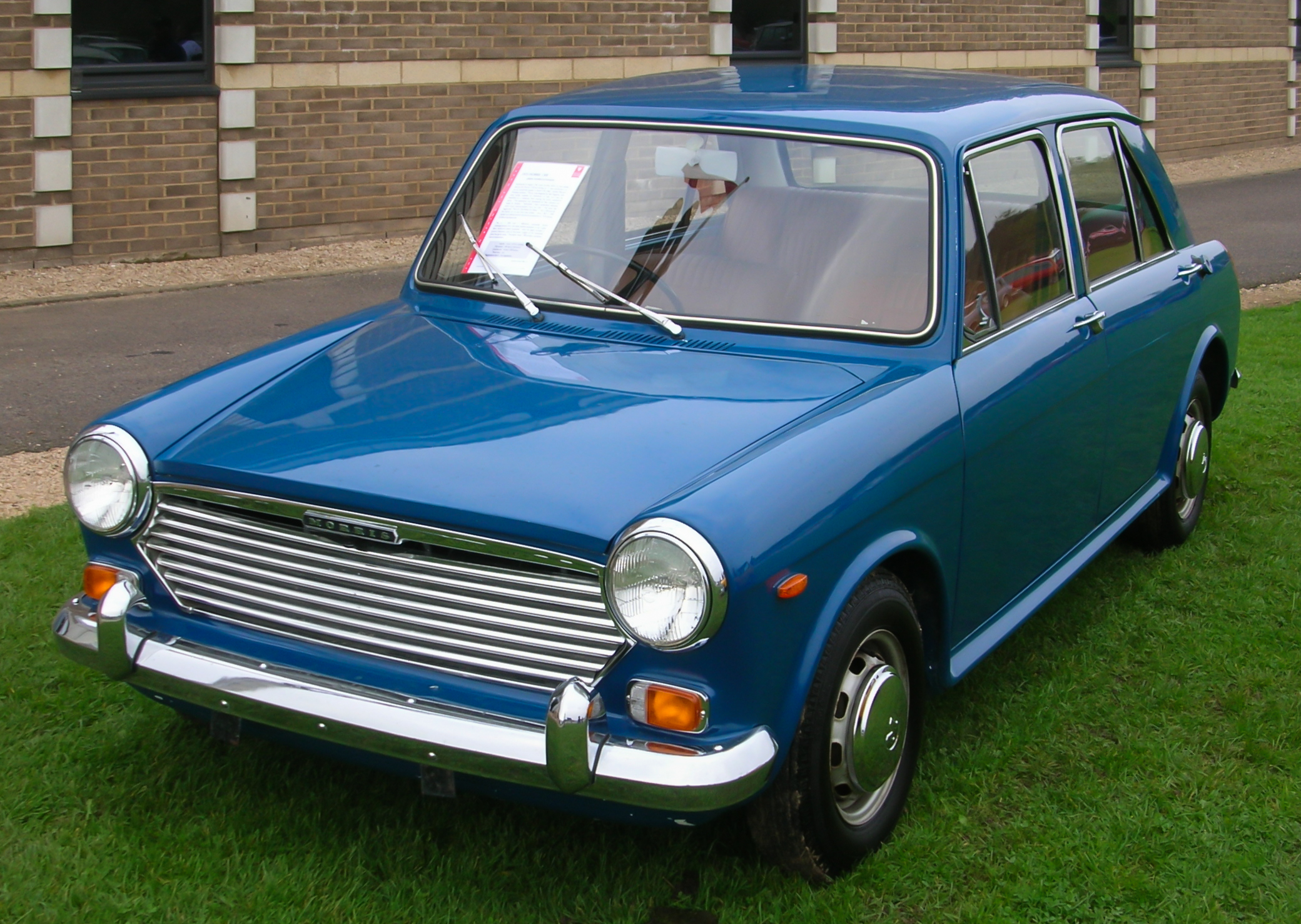
Morris 1300 Mk II (1971—1974)

В начале 1970-х годов двумя наиболее популярными классами автомобилей на британском рынке были компакт-кары (малые семейные машины) и машины средних размеров (большие семейные машины). С 1962 года наиболее продаваемой машиной C-класса стали BMC 1100/1300, Ford Escort первого поколения, Vauxhall Viva и Hillman Avenger. Среди импортных наиболее популярными в C-классе были Citroën GS и Datsun Sunny 120Y.
Модель BMC 1100/1300 уступила на рынке место в 1973 году Austin Allegro, а в 1974 году — и Ford Escort второго поколения (производился в Великобритании и Германии). До 1979 года производился автомобиль Vauxhall Viva, который позже заменили на Vauxhall Astra — переработанный Opel Kadett D, производившийся в ФРГ и Бельгии. Astra стала звеном в цепи перехода компакт-каров от заднеприводных седанов к переднеприводным хетчбэкам, обрётшим популярность в Континентальной Европе. Также на рынке появились переднеприводной Austin Allegro, производившийся в вариантах «седан» и «универсал» (Austin Maxi, однако, имел кузов «хетчбэк»), и Volkswagen Golf (переднеприводной хетчбэк), одна из самых известных импортных компактных машин, повлиявшая на британский рынок. Спрос на хетчбэки подскочил после выхода GTI-версии. Также хорошо продавались Hillman Avenger (выходил под названиями «Chrysler Avenger» в 1976—1979 годах и «Talbot Avenger» в 1979—1981 годах), несмотря на выход в 1978 году переднеприводного хетчбэка Talbot Horizon.

### 1980-е

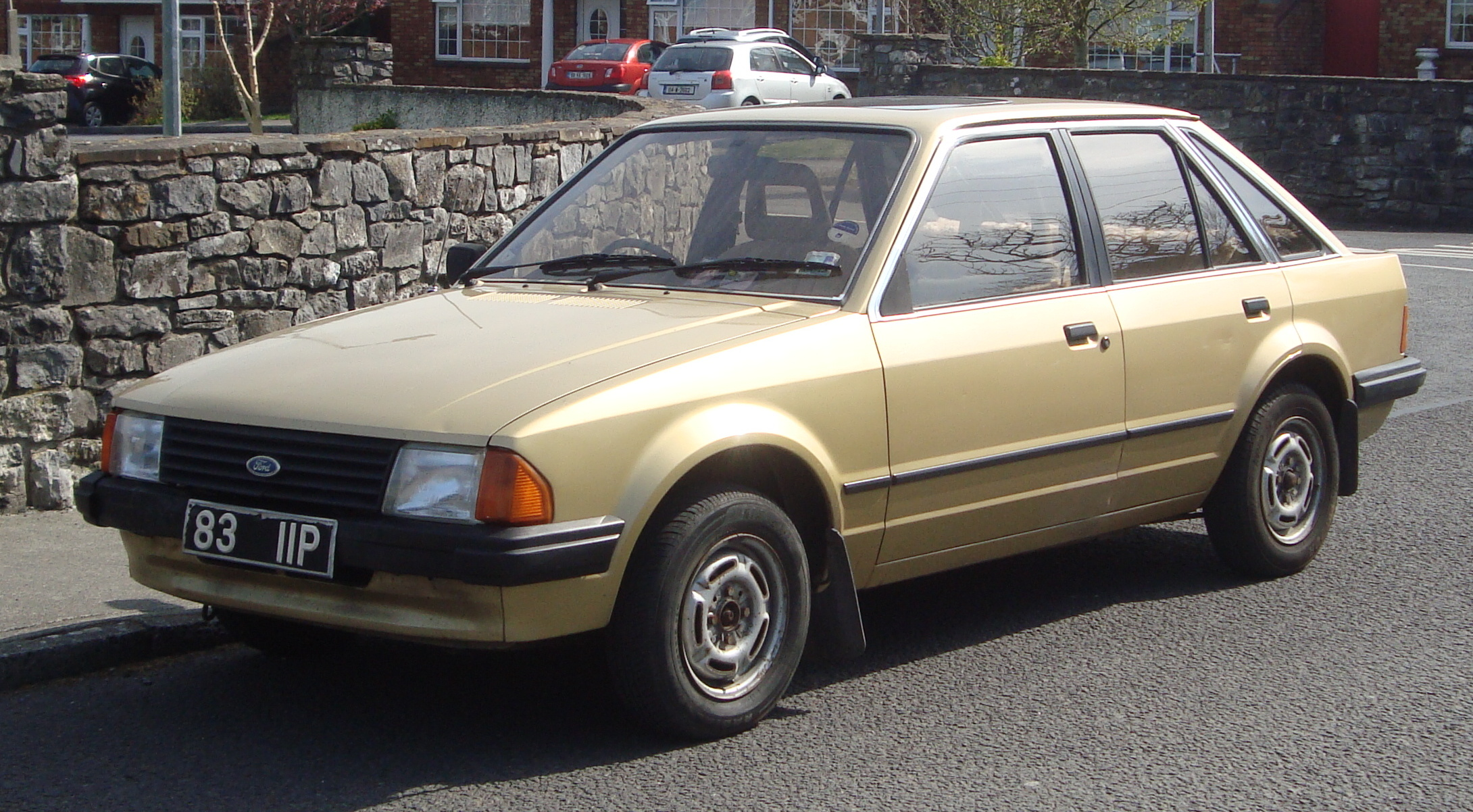
Ford Escort Mk3 (1980—1986)

Ford Escort Mk 3 вышел на рынок осенью 1980 года, потеснив заднеприводные седаны и положив начало эпохе переднеприводных хетчбэков. В 1983 году в продажу поступили седан Ford Orion и хетчбэк Austin Maestro (вместо Austin Allegro, выпускавшегося с вариантами кузова «седан» и «хетчбэк»). В 1984 году вышли Vauxhall Astra второго поколения (Mk 2), производившийся с вариантами кузовов «хетчбэк», «универсал» и «кабриолет», а также седан Vauxhall Belmont.
Первая европейская машина C-класса, сделанная по японским образцам — это Triumph Acclaim, четырёхдверный седан, сделанный на базе Honda Ballade с двигателем от Honda. В 1984 году его заменил на рынке Rover 200, а в конце 1985 года на британском рынке началось производство Peugeot 309, первой машины подобной марки в Великобритании.

### 1990-е

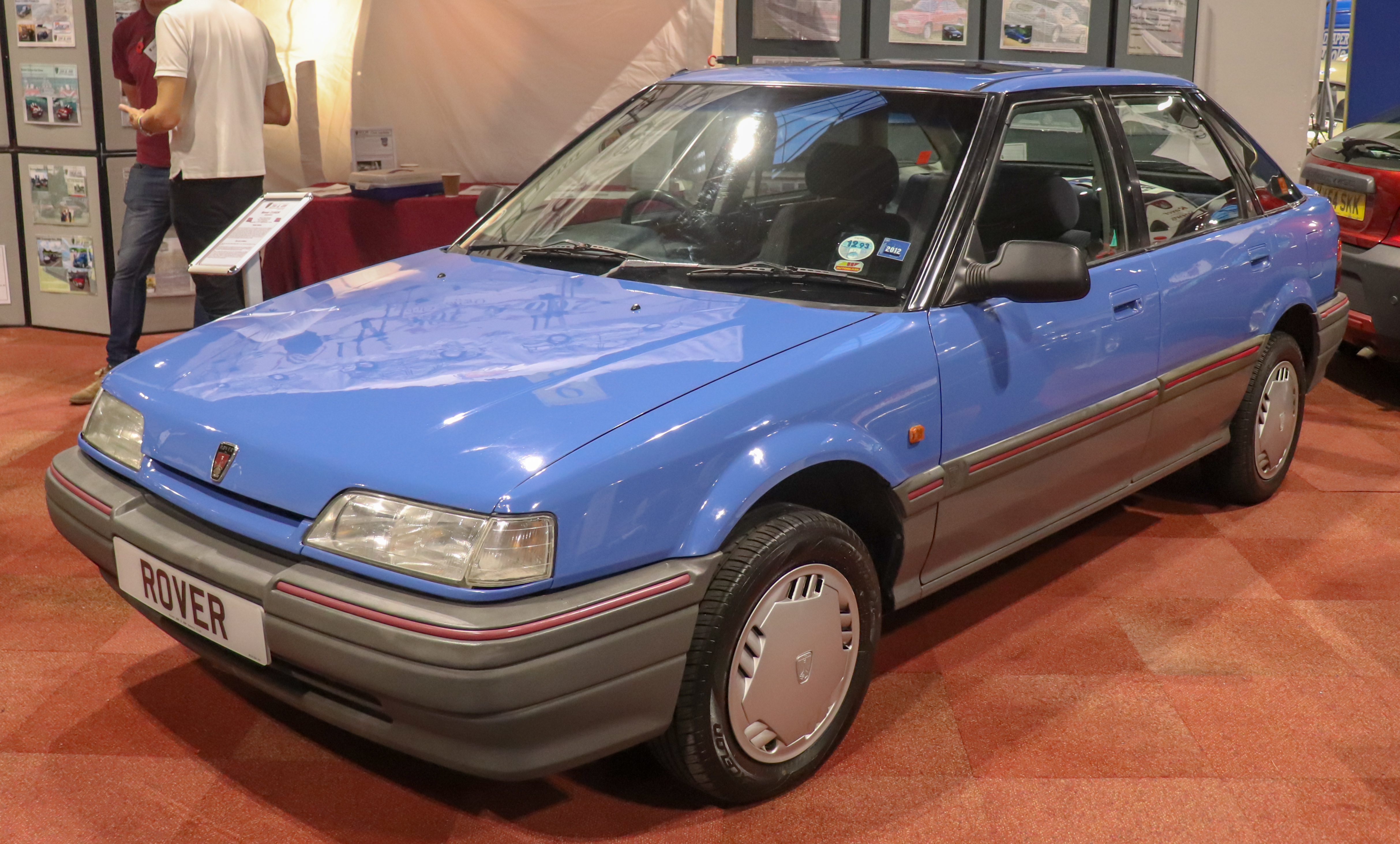
Rover 200 Mk2 (1989—1995)

В 1990-е годы был выпущен Ford Escort пятого поколения, а в 1998 году это семейство окончательно потеснил новый Ford Focus Mk I. В 1991 году на рынках появилась Vauxhall Astra Mk3 (третьего поколения), а в 1998 году и Mk4 (четвёртого поколения). В 1989 году была представлена машина Rover 200 второго поколения, а в 1995 году вышел автомобиль третьего поколения, заменив на британском рынке Honda Concerto второго поколения.